# لوروسا (سانتا ماریا دا فیرا)
شهر لوروسا (به پرتغالی: Lourosa) در سانتا ماریا دا فیرا مونیسیپالیتی در کشور پرتغال واقع شده‌است. جمعیت این شهر ۱۱٬۳۰۰ نفر  است. در تاریخ ۱۲ ژوئیه ۲۰۰۱ به عنوان شهر شناخته شد.